# Besprechungsstelle Wartburg
Die Besprechungsstelle Wartburg war ein im April 1926 in Eisenach von der Mitteldeutschen Rundfunk AG (MIRAG) in Betrieb genommenes Studio für Hörfunk in Thüringen.

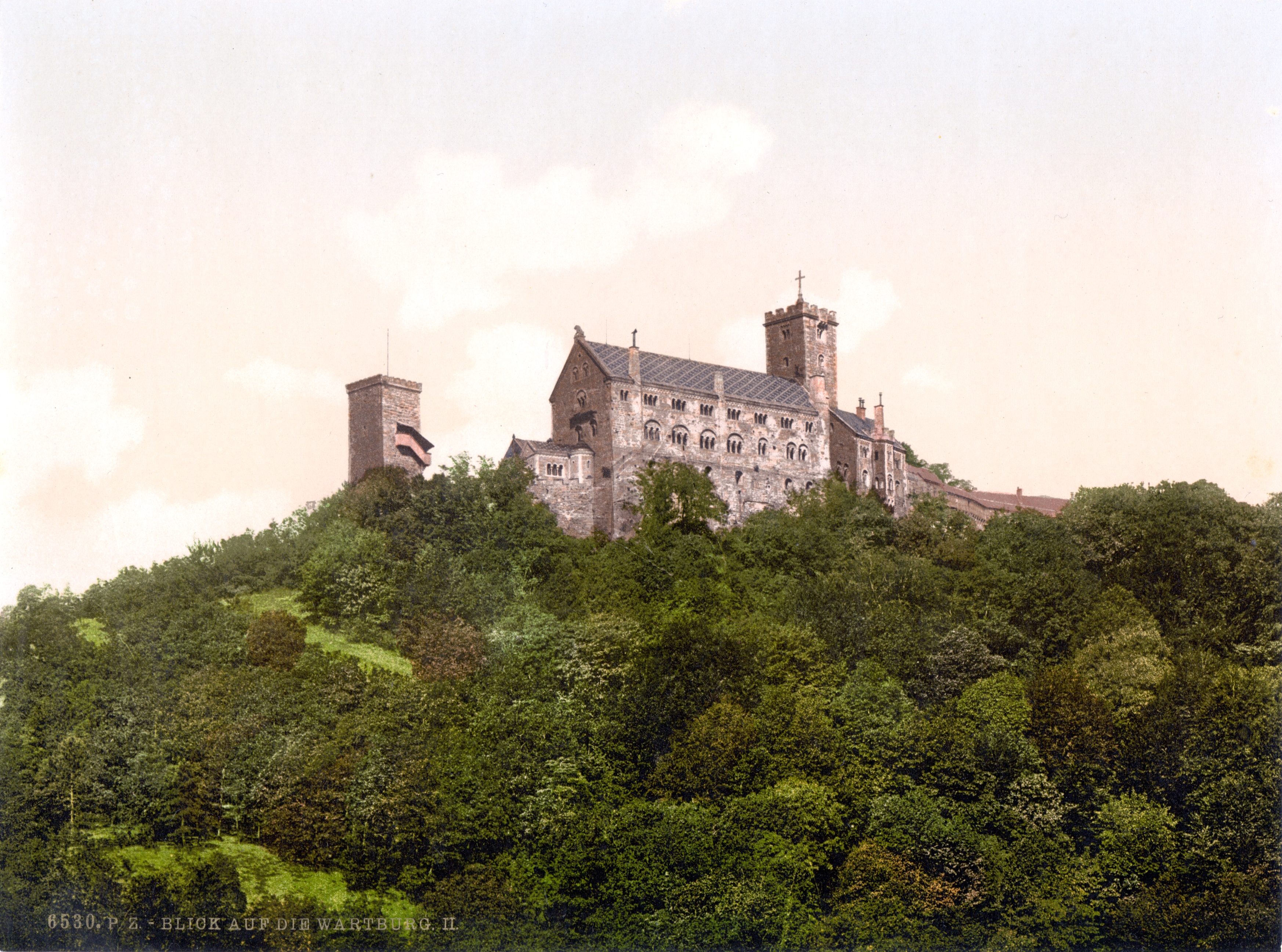
Das erste Rundfunkstudio auf der Wartburg

## Geschichte
Die MIRAG, in Leipzig am 22. Januar 1924 gegründet, gehörte nach der Einführung des Unterhaltungsrundfunks in Deutschland im Jahre 1923 zu den ersten großen, überregionalen Rundfunkgesellschaften in Deutschland. Nach Inbetriebnahme der „Besprechungsstellen“ (frühere Bezeichnung für ein Rundfunkstudio) am 24. Januar 1925 in Weimar, am 4. August in Erfurt und 1925 in Jena wurde im April 1926 das vierte thüringische Studio auf der Wartburg eingerichtet. Dieses befand sich in den Räumen des sogenannten Ritterbades, welches bei der Wartburgrestaurierung als ein kleiner Anbau unmittelbar südlich des Palas entstanden war und zunächst die besten Voraussetzungen für ein Studio aufwies. Im Burggelände wurden zwei Aufnahmeorte genutzt, sie befanden sich im Bankett-Saal des Palas und in einem Raum im Wartburghotel; ein dritter Aufnahmeort wurde später in der Stadt Eisenach, im Hotel Fürstenhof eingerichtet.
Auf Grund des frühen technischen Entwicklungsstandes bei der Aufnahmetechnik, den Sende- und Empfangsgeräten war in den Anfangsjahren zunächst nur die direkte Übertragung vom Aufnahmeort möglich. Es wurde live an die Zentrale in Leipzig per Telefonleitung übertragen und über den Sender Leipzig der Mitteldeutsche Rundfunk AG ausgestrahlt.
Durch ständige Verbesserung der Übertragungstechnik nach 1945 wurde das Provisorium auf der Wartburg bis in die 1990er-Jahre betrieben. 1967 wurden die Feierlichkeiten zur 900-Jahr-Feier der Wartburg und 1983 die Luther-Ehrung übertragen. Seit 1958 werden die Wartburgkonzerte übertragen, zunächst von Deutschlandsender/Stimme der DDR/DS Kultur, seit 1994 vom Deutschlandradio (Deutschlandfunk Kultur).
Ein Meilenstein bildete hierbei die 1967 in Betrieb genommene Studiotechnik. Seit Mai 1981 erfolgte diese Sendung in Stereo-Qualität. 1986 wurde der Umzug des Studios in einen Teil des Zwischenbaus am Bergfried erforderlich und bis 1988 abgeschlossen. Seit der politischen Wende im Herbst 1989 wurde die Wartburg zu einem der häufigst genutzten Tagungsorte für politische, kirchliche und kulturelle Veranstaltungen in Thüringen.